# Czapielski Młyn
Czapielski Młyn (kaszub. Czapelsczi Młin) – wieś w Polsce, położona w województwie pomorskim, w powiecie kartuskim, w gminie Stężyca.
Wieś leży w pobliżu jeziora Ostrzyckiego na obszarze Kaszubskiego Parku Krajobrazowego. Wchodzi w skład sołectwa Czaple.
W latach 1975–1998 Czapielski Młyn administracyjnie należał do województwa gdańskiego.
Przed 2023 r. miejscowość była częścią wsi Nowe Czaple.
Czapielski Młyn 31 grudnia 2011 r. miał 25 stałych mieszkańców.
Często obok nazwy "Czapielski Młyn" spotykana jest też nazwa "Czapelski Młyn".